# Domenico Comino
Domenico Comino (ur. 27 września 1955 w Morozzo) – włoski polityk i nauczyciel, parlamentarzysta, w latach 1994–1995 minister ds. stosunków europejskich.

## Życiorys
Absolwent nauk rolniczych, pracował jako nauczyciel w szkole technicznej. Zaangażował się w działalność polityczną w ramach Ligi Północnej. W latach 1992–2001 sprawował mandat posła do Izby Deputowanych XI, XII i XIII kadencji. W 1993 ubiegał się u urząd burmistrza Turynu. Od maja 1994 do stycznia 1995 był ministrem ds. stosunków europejskich w pierwszym rządzie Silvia Berlusconiego. W drugiej połowie lat przewodniczył Lidze Północnej w Piemoncie, w 1996 został przewodniczącym jej frakcji poselskiej. W 1999 po konflikcie we władzach partii został wykluczony z Ligi Północnej, założył nowe ugrupowanie pod nazwą Autonomisti per l'Europa. Po zakończeniu kadencji poselskiej zrezygnował jednak z aktywności politycznej i powrócił do pracy w zawodzie nauczyciela, został wykładowcą w instytucie dla geodetów w Cuneo.